# Burhanuddin Rabbani
Burhanuddin Rabbani (Feyzabad, 20 settembre 1940 – Kabul, 20 settembre 2011) è stato un politico afghano.
Fondatore e capo del partito politico afghano Jamiat Islami (uno dei partiti della resistenza afghana contro l'Unione Sovietica, d'ispirazione fondamentalista, in grado di coalizzare intorno a sé quasi tutti i tagiki del Nord dell'Afghanistan, il cui comandante militare era Aḥmad Shāh Masʿūd, "il leone del Panjshir"), Rabbani fu eletto Presidente della Repubblica Islamica dell'Afghanistan per il periodo 1992-1996, per diventare poi Presidente del governo provvisorio dello Stato islamico dell'Afghanistan nel 2001. Presidente dell'Afghanistan dal 1992 al 1996 e poi nel 2001, venne ucciso il 20 settembre 2011 in un attentato a Kabul.

## Biografia
Rabbani era originario della provincia del Badakhshan, nel nord est del Paese. Dopo aver compiuto i suoi studi nella scuola "Abū Ḥanīfa al-Nuʿmān" di Kabul, perfezionò la sua preparazione nell'Università di Kabul, seguendo i corsi di Shari'a e teologia islamica. Poco tempo dopo il conseguimento del diploma nel 1963, lavorò come docente nello stesso Ateneo in cui aveva studiato. Nel 1968 conseguì un Master in Filosofia islamica nell'Università al-Azhar, al Cairo (Egitto). Dopo la conquista di Kabul nel 1992 da parte dei mujaheddin afghani, diventa Presidente della Repubblica Islamica dell'Afghanistan, ma è costretto a fuggire abbandonando la carica per l'arrivo nel 1996 delle forze dei Talebani a lui ostili.
Nel 2006 assume la guida di una coalizione di vecchi e nuovi "uomini forti" del paese, comandanti della resistenza afghana contro i sovietici, antichi dirigenti comunisti e rappresentanti di diversi gruppi sociali ed etnici del Paese, che assume il nome di Fronte nazionale unito, e che si afferma rapidamente come la principale forza di opposizione al governo del presidente Hamid Karzai. Radunando numerose correnti antagonistiche sul piano politico (mujahidin, antichi comunisti afghani e fedeli della monarchia), su quello etnico (pashtun/non pashtun) e religioso (sciiti/sunniti), questa coalizione di "signori della guerra" sembra essere il raggruppamento politico più significativo apparso in Afghanistan dopo la caduta del regime dei Talebani nel 2001. Rabbani presiedette allora l'Alto Consiglio della Pace, creato nel 2009 in vista dei negoziati coi Talebani, ma cadde vittima a Kabul di un attentato al plastico, prima di poter contribuire in modo più concreto alla pacificazione del suo Paese.